# Logischer Empirismus
Logischer Empirismus, auch logischer Positivismus oder Neopositivismus genannt, ist eine sprach-, erkenntnis-, wissenschafts- und geistesphilosophische Position, die zu den einflussreichsten philosophischen Richtungen des 20. Jahrhunderts zählt. Zu seinen Begründern zählen insbesondere Rudolf Carnap, Hans Reichenbach, Herbert Feigl, Victor Kraft und andere; der Wiener Kreis und seine Mitglieder spielten eine maßgebliche Rolle bei der Formulierung des Programms.

## Einflüsse, Namensgebung und Programm

### Einflüsse
Der größte Einfluss auf den logischen Empirismus ging von Denkern wie Bertrand Russell, Ludwig Wittgenstein und Ernst Mach aus. So vertritt der logische Empirismus z. B. eine strikt antimetaphysische Haltung, die er mit dem ursprünglichen Empirismus und einer dem empirisch ausgerichteten Immanenzphilosophie teilt.
Gleichzeitig wurden die Positionen dieser Vorläufer kritisch hinterfragt und überprüft. Beispielsweise hat Moritz Schlick den Immanenzpositivismus Machs bereits sehr früh in den 1920ern kritisiert. Schlick vertrat zu jener Zeit einen erkenntnistheoretischen Realismus, da nur dann sinnvoll wissenschaftliche Erkenntnisse gewonnen werden könnten, wenn man auch solche Dinge als wirklich annehmen kann, die nicht gegeben sind. Spätestens nach dem Protokollsatzstreit zu Beginn der 1930er wurde der für den Positivismus maßgebliche Begriff des „unmittelbar Gegebenen“ aufgegeben und stattdessen ein Verifikationismus akzeptiert. Trotzdem sahen sich die logischen Empiristen auch weiterhin in der von E. Mach vertretenen Tradition und verwendeten den Begriff Positivismus, in einem sehr viel weiteren Sinn, auch weiterhin für sich.

### Namensgebung
Die Benennung „logischer Empirismus“ geht auf Hans Reichenbach zurück, welcher diese Benennung als Alternative zu dem von Herbert Feigl benutzten Bezeichnung „logischer Positivismus“ vorschlug. Andere weniger bekannte Vorschläge waren „Konsistenter Empirismus“ (M. Schlick) oder auch „Wissenschaftlicher Rationalismus“ (O. Neurath).
Zumeist wird nicht zwischen den Ausdrücken logischer Empirismus und logischer Positivismus unterschieden. Wenn ein sachlicher Unterschied gemacht wird, ist logischer Empirismus der weitere Begriff. Der logische Positivismus wird dann u. a. als „eine wichtige Strömung“ des logischen Empirismus aufgefasst. Historisch betrachtet benutzten Mitglieder des Berliner Kreises den Ausdruck Positivismus nicht für sich selbst.

### Programm
Eines der Hauptanliegen des logischen Empirismus war es, genaue Kriterien angeben zu können, nach denen man philosophische Methoden als gültig bzw. ungültig beurteilen kann. Wichtiges Motiv dafür war der Vergleich zwischen der Entwicklung der empirischen Wissenschaften sowie der Mathematik einerseits und der Philosophie andererseits. Während in Ersteren in den letzten Jahrhunderten ein nicht zu leugnender Zuwachs an Erkenntnis zu verzeichnen war, konnte ein solcher Fortschritt aus Sicht der logischen Empiristen in vielen wesentlichen Gebieten der Philosophie – trotz jahrtausendelanger Tradition – bestritten werden. Verantwortlich gemacht für diese Diskrepanz wurde, neben dem Mitteilungsproblem, eben das Fehlen von möglichst exakten Kriterien zur Beurteilung von philosophischen Methoden. Wegen des Fehlens solcher zwingender Kriterien, wie es sie in Mathematik und Naturwissenschaften gibt, sei in den wesentlichen philosophischen Fragen bis heute keine Einigung erzielt worden.
Vorbild des logischen Empirismus war der Logizismus Gottlob Freges. Ähnlich wie dort ein Programm aufgestellt wurde, das die Mathematik im Rahmen der Logik zu rekonstruieren versuchte, wurde im logischen Empirismus ein Programm aufgestellt, das zum Ziel hatte, die Theorien der empirischen Wissenschaften mit Hilfe der Logik rational zu rekonstruieren. Der logische Empirismus verlangte, dass alle bedeutungsvollen Aussagen entweder direkt auf Beobachtungssätze reduziert werden können, oder zumindest in eine logische Relation zu Beobachtungssätzen gebracht werden können, so dass sie durch akzeptierte Beobachtungssätze bestätigt bzw. geprüft werden können. Die akzeptierten Beobachtungssätze werden dabei als intersubjektive Übereinkunft (Konvention) angesehen, nicht als absolut gesicherte Basis, wobei ihnen aber nicht ein objektiver Gehalt abgesprochen wird. Entgegen einigen Rezeptionen, welche dem Logischen Empirismus einen traditionellen erkenntnistheoretischen Fundamentalismus unterstellen, der gesichertes Wissen auf als absolut sicher geltenden Beobachtungssätzen begründen wollte, wird heute vielmehr betont, dass der Logische Empirismus speziell in der Form, wie er von den Hauptvertretern Moritz Schlick, Rudolf Carnap und Otto Neurath vorangetrieben wurde, einen erkenntnistheoretischen Anti-Fundamentalismus beinhaltete, der auch die Sichtweise der (Wissenschafts-)Philosophie als eine privilegierte und autonome Instanz zur Beurteilung wissenschaftlichen Wissens und Vorgehens ablehnte.

## Entwicklung und Ausbreitung
Als Ursprungszelle des logischen Empirismus gilt der Wiener Kreis, eine sich wöchentlich treffende Diskussionsgruppe, die sich 1923 aus einem Seminar von Moritz Schlick heraus entwickelte. Kennzeichnend für diese Gruppe war ihre interdisziplinäre Zusammensetzung. Entscheidend für die Entwicklung des Wiener Kreises war die Teilnahme R. Carnaps, der 1926 einen Ruf an die Universität Wien erhielt und zu einer der bekanntesten Figuren des logischen Empirismus werden sollte. Neben Carnaps Buch Der logische Aufbau der Welt kann zu dieser frühen Zeit besonders Wittgensteins Tractatus Logico-Philosophicus als einflussreiche Inspiration genannt werden.
Im Jahre 1928 wurde in Berlin eine ähnliche Gruppe als Berliner Gesellschaft für empirische Philosophie gegründet, zu der unter anderem Hans Reichenbach als führendes Mitglied zählte. Weiterhin gab es eine Zusammenarbeit des Wiener Kreises mit einer Gruppe um Heinrich Scholz in Münster. Auch außerhalb des deutschen Sprachraumes bildeten sich ähnliche Gruppen, so in Polen die Lemberg-Warschau-Schule, eine gegen irrationalistische Metaphysik gerichtete Gruppe, zu deren bekanntesten Mitgliedern Alfred Tarski zählte. In Skandinavien war bereits 1910 von Axel Hägerström die ‹Uppsala Schule› gegründet worden, die bereits einige der Auffassungen des späteren logischen Empirismus vorwegnahm, allerdings erst relativ spät, in den 1930ern, mit dem Wiener Kreis in Kontakt kam. Hägerströms Schüler Konrad Marc-Wogau und die Zeitschrift Theoria bildeten eine wichtige skandinavische Verbindung zum Wiener Positivismus.
Neben diesen Gruppen gibt es zahlreiche Einzelpersonen aus verschiedenen Ländern, die zum logischen Empirismus gezählt werden können. Dazu gehören die Skandinavier Eino Kaila, G.H. von Wright, Arne Næss, Joergen Joergensen, die Briten Joseph Henry Woodger und Alfred Jules Ayer, die Schweizer Ferdinand Gonseth und Karl Dürr; sowie Louis Rougier aus Frankreich und der Deutsche Paul Oppenheim.
In die Öffentlichkeit trat der Wiener Kreis erstmals 1929 mit einer Publikation „Wissenschaftliche Weltauffassung: Der Wiener Kreis“. in der das Programm des Wiener Kreises erläutert wurde. Veröffentlicht wurde diese durch den 1928 mit dem Ziel der Förderung und Verbreitung eines wissenschaftlichen Weltbildes gegründeten Verein Ernst Mach.
Bereits seit den 1920ern fand ein reger Ideenaustausch zwischen Mitgliedern des Wiener Kreises und amerikanischen Philosophen statt, und in den 1930ern emigrierten fast alle Vertreter des logischen Empirismus aus dem deutschsprachigen Raum, der überwiegende Teil in die USA. Grund hierfür waren teils ökonomische Gründe oder – wie im Fall R. Carnaps – ein Ruf an die Universität von Chicago, zum überwiegenden Teil jedoch politische Gründe. Viele Vertreter des logischen Empirismus waren Juden und mussten auf Grund des grassierenden Antisemitismus den Herrschaftsbereich der Nationalsozialisten verlassen. Auch waren viele Vertreter in linken oder liberalen Bewegungen aktiv und kamen in Konflikt mit dem klerikal gefärbten Austrofaschismus und Nationalsozialismus. Die Folge davon war eine dominante Stellung des logischen Empirismus an den philosophischen Fakultäten amerikanischer Universitäten.
Mit der Ermordung M. Schlicks im Jahr 1936 durch seinen ehemaligen Studenten Hans Nelböck löste sich der Wiener Kreis auf. Damit verschwand auch der logische Empirismus im deutschsprachigen Raum, in dem er wesentlich entwickelt wurde. Erst nach dem Zweiten Weltkrieg wurden u. a. von W. Stegmüller wesentliche Kerngedanken des logischen Empirismus in Form der Analytischen Philosophie wieder im deutschsprachigen Raum eingeführt.

### Verbindung zum amerikanischen Pragmatismus
Mit seiner Verlagerung nach Nordamerika ging der logische Empirismus inhaltlich und personell eine Verbindung mit dem amerikanischen Pragmatismus ein. So waren führende Pragmatisten wie Charles W. Morris und John Dewey neben Rudolf Carnap und anderen Mitherausgeber der International Encyclopedia of Unified Science. Erleichtert wurde diese Verbindung durch viele parallele Ideen, beispielsweise die des Fallibilismus, die sich in beiden Philosophien wiederfanden. Einer vollständigen Verschmelzung beider Richtungen standen aber letztlich Differenzen über die Stellung der Objektivität in der Wissenschaft entgegen; obwohl auch hier einige logische Empiristen, wie O. Neurath, Positionen vertraten, die denjenigen der Pragmatisten sehr nahe kamen.

### Gesellschaftliches Umfeld
Die Zeit des Wiener Kreises war eine Zeit großer gesellschaftlicher und wissenschaftlicher Umbrüche. Auch der sich formierende logische Empirismus betrachtete sich als revolutionäre Bewegung, die die überkommene Philosophie überwinden wollte, ähnlich wie Relativitätstheorie und andere neue physikalische Theorien das bis dahin gültige physikalische Weltbild überwunden hatten.
Der revolutionäre Impuls beschränkte sich jedoch nicht nur auf die Philosophie; entgegen der heutigen verbreiteten Wahrnehmung waren viele Vertreter des frühen logischen Empirismus stark politisiert und mit anderen progressiven Gruppen verknüpft. Der amerikanische Wissenschaftshistoriker Don Howard vergleicht ihre Stellung im damaligen linken und linksliberalen politischen Spektrum mit der Stellung der Vertreter der Frankfurter Schule oder Jean-Paul Sartres in der Nachkriegslinken. Besonders exponiert war hier der Soziologe Otto Neurath, der in der Bayerischen Räterepublik Präsident des Zentralwirtschaftsamts war, politisch einen nichtdialektischen Marxismus vertrat und nach dem Ersten Weltkrieg einer der bekanntesten Intellektuellen mit starken Verbindungen zur austromarxistisch ausgerichteten österreichischen Sozialdemokratie war. Besonders Neurath sah im logischen Empirismus nicht nur eine rein wissenschaftliche Angelegenheit. Für ihn war die neue Wissenschaftstheorie, etwa als philosophisches Gegenstück zur Bewegung für neue Sachlichkeit, Teil einer fortschrittlich ausgerichteten umfassenderen Bewegung. Als Mitglieder des „linken Flügels“ des Wiener Kreises gelten auch Phillip Frank, Hans Hahn, Edgar Zisel und Rudolf Carnap, während Moritz Schlick, Friedrich Waismann, Karl Menger und Felix Kaufmann eher individualistisch liberale Positionen vertraten. H. Reichenbach war in seiner Jugend Vorsitzender der Sozialistischen Studentenpartei Berlin, und die von ihm mitgeführte Berliner Gesellschaft für empirische Philosophie hatte eine linksliberale Ausrichtung.
Diese politische Tendenz trug dem logischen Empirismus heftige Feindschaft konservativer und rechter Kreise ein, was letztlich zur Vertreibung der neuen wissenschaftstheoretischen Richtung aus Mitteleuropa während der Zeit des Nationalsozialismus und zur fast vollständigen Verlagerung nach Nordamerika führte. Aber auch linke Kreise griffen die neue wissenschaftstheoretische Richtung an; beispielsweise attackierte der Neomarxist Max Horkheimer den logischen Empirismus 1937 wegen seiner Metaphysikfeindlichkeit. Wie Hans-Joachim Dahms rekonstruierte, sah Neurath die Neomarxisten um Horkheimer trotz der erkenntnis- und wissenschaftstheoretischen Gegensätze zunächst durchaus als Verbündete gegen die gemeinsamen zeitgenössischen Feinde Faschismus und Nationalsozialismus und reagierte erst mit Kontaktabbruch, als Horkheimer sich weigerte, wie vereinbart auch seine (Neuraths) Replik zu publizieren.
Nach dem Zweiten Weltkrieg entpolitisierte sich der logische Empirismus weitgehend. Als Grund hierfür werden der Verlust des kulturellen Hintergrunds („Weimarer Kultur“) und die Professionalisierung und Etablierung des logischen Empirismus in der akademischen Welt angegeben. Auch der Tod O. Neuraths als treibende Kraft der radikalen Linken im Wiener Kreis im Jahr 1945 und die Tatsache, dass mit Phillip Frank nur ein Vertreter der radikalen Linken im Wiener Kreis nach Nordamerika emigrierte, spielten hierbei eine Rolle. Zudem wird auch dem Antikommunismus der McCarthy-Ära eine Rolle zugewiesen; so geriet Phillip Frank in dieser Zeit in das Visier des FBI. Trotz dieser Entpolitisierung des logischen Empirismus als Bewegung engagierten sich einige Vertreter jedoch weiterhin politisch auf individueller Basis; so reiste R. Carnap einige Monate vor seinem Tod nach Mexiko, um inhaftierte kommunistische Philosophen zu unterstützen und das letzte bekannte Foto Carnaps zeigt ihn im Kreis von Menschenrechtsaktivisten.

## Publikationen
Von den Vertretern des logischen Empirismus wurden mehrere Schriftenreihen publiziert. Noch zu Zeiten des Wiener Kreises wurden die Reihen „Einheitswissenschaft“ und „Schriften zur wissenschaftlichen Weltauffassung“ veröffentlicht, während die International Encyclopedia of Unified Science bereits nach Auflösung des Wiener Kreises im englischsprachigen Raum publiziert wurde.
1930 übernahmen H. Reichenbach und R. Carnap die Zeitschrift Annalen der Philosophie als Herausgeber und führten diese unter dem Namen Erkenntnis als wichtiges Publikationsorgan des logischen Empirismus fort. Diese Zeitschrift wurde 1939 infolge des Zweiten Weltkrieges eingestellt. Erkenntnis wurde 1975, u. a. von W. Stegmüller, als Publikationsforum der Analytischen Philosophie wiedergegründet.

## Lehren
Der Logische Empirismus ist eine Variante des neuzeitlichen Empirismus. Er sah sich als „Reformbewegung“ und wird als „Schule“ angesehen, der man – kritisch – „eine spezifisch religiöse, ja sektiererische“ Haltung attestiert hat.

### Versuche der Kennzeichnung
Der Logische Empirismus ist keine „einheitliche philosophische Position“. Es gibt unterschiedliche Versuche, den logischen Empirismus zu kennzeichnen, unter anderem:
Wolfgang Detel kennzeichnet den logischen Empirismus wie folgt:
„(1) Es gelten die Grundsätze der klassischen Semantik.
(2) Alles Wissen … muss letztlich auf Wahrnehmungen … und Beobachtungssätze … zurückgeführt werden; diese Zurückführung muss mit den Mitteln der formalen Logik formuliert werden.
(3) Die formale Logik setzt Bivalenz … und Nominalismus (…) voraus (…).
(4) Zentrale Aufgabe der Philosophie ist die semantische und logische Analyse der alltäglichen und wissenschaftlichen Sprache in Form von analytischen Sätzen (Philosophie wird verstanden als Formalwissenschaft …, die Philosophie vollzieht einen linguistic turn).“
In der Stanford Encyclopedia of Philosophy werden folgende spezifische Themen (issues) angeführt:
- Empirismus, Verifikationismus und Anti-Metaphysik (Anti-metaphysics);
- Analyzität;
- Einheit der Wissenschaft und Reduktion;
- Wahrscheinlichkeit.

### Positionen

#### Ablehnung synthetisch-apriorischer Urteile
Einigkeit besteht bei den Vertretern des logischen Empirismus darin, dass es – entgegen Kant – keine synthetisch-apriorischen Urteile gibt
und „alle sinnvollen Sätze entweder analytisch oder synthetisch sind“.

#### Antimetaphysische Haltung
Die antimetaphysische Haltung des logischen Empirismus ist verbunden mit dem sogenannten Sinnkriterium. In seiner ursprünglichen strengen Fassung wurden nur solche Aussagen als sinnvoll akzeptiert, die sich empirisch verifizieren lassen. Für den logischen Empiristen sind Aussagen, die dieses Kriterium nicht erfüllen, empirisch sinnlos und als metaphysisch einzustufen. Beispielsweise sind demnach alle Aussagen über die Existenz Gottes empirisch sinnlos. Sowohl ein Atheist als auch ein Theist sind in dieser Sichtweise also Metaphysiker, die sinnlose Behauptungen aufstellen.
Für Carnap resultiert der Fakt, dass es überhaupt metaphysische Systeme gibt, daraus, dass es neben der Wissenschaft noch Kunst und Religion als geistige Tätigkeiten des Menschen gibt. Metaphysik ist für ihn ein unklares Mischgebilde aus diesen drei Gebieten. Für Carnap sind Metaphysiker etwa wie Künstler ohne künstlerische Begabung, die nicht in der Lage sind, ihr Lebensgefühl in Kunstwerken auszudrücken, und stattdessen völlig inadäquat versuchen, ihr Lebensgefühl in einer wissenschaftlichen Sprache auszudrücken. Sie leisten dabei weder etwas Sinnvolles für die Wissenschaft, noch sind sie wirklich in der Lage, ihr Lebensgefühl auszudrücken, so wie es etwa der begabte Künstler durch die Schaffung großer Kunstwerke tut.
Das ursprünglich strenge empiristische Sinnkriterium hat sich als nicht haltbar erwiesen, zum einen aufgrund der Kritik der Verifikations-Methode durch Karl Popper, zum anderen wegen der von Carnap entdeckten Problematik der theoretischen Terme. Carnap hat daraufhin ein modifiziertes, toleranteres Sinnkriterium entwickelt, das diesen Kritiken Rechnung trägt. Dieses modifizierte Sinnkriterium ist gemäß Stegmüller normativ und vom restlichen Instrumentarium des logischen Empirismus unabhängig. Somit besteht prinzipiell die Möglichkeit, dieses Kriterium entweder ganz abzulehnen oder es als Abgrenzungskriterium zwischen Metaphysik und den empirischen Wissenschaften aufzufassen, ohne die Metaphysik als sinnlos zu deklarieren. Damit ist es möglich, die vom logischen Empirismus entwickelten Methoden auch innerhalb von rationalistischen und metaphysischen Philosophierichtungen anzuwenden. Dies hat zur Folge, dass es in der heutigen analytischen Philosophie, die sich aus dem logischen Empirismus entwickelt hat, Strömungen gibt, in denen alte metaphysische Fragestellungen auf neuer Grundlage erneut behandelt werden.

#### Einheitswissenschaft
Auf Grundlage der Anti-Metaphysik des Kreises wird die Aufhebung der methodologischen Trennung von Natur- und Geisteswissenschaften im Konzept der Universal- oder Einheitswissenschaft gefordert.
Ein entscheidendes einheitswissenschaftliches Moment ist die gemeinsame induktive Methode der Erkenntnisgenerierung: Phänomene werden sensualistisch erfahren und führen durch Ableitungen zu Hypothesen und Theorien (s. Sensualismus). Dabei entstehen Ebenen von unterschiedlicher Konkretion, die unterschiedlich sprachlich formuliert sind. Die Phänomenenebene ist in Elementarsätzen oder Protokollsätzen formuliert. Diese allein sind unmittelbar empirisch und beinhalten Angaben, die die Möglichkeit des empirischen Nachvollzuges gewährleisten. Sie bilden in der Erkenntnisgenerierung die Ausgangsebene für logische Ableitungen. Die daraus resultierenden Hypothesen, Theorien und Gesetze befinden sich deshalb auf der oberen, abstrakteren Ebene. So entsteht ein theoretisches Netzwerk, das über Berührungspunkte mit der Phänomenenebene verbunden ist.
Die Berührungspunkte, die Beziehungen der Elemente und Ebenen zueinander, bedingen das Erklärungs- und Voraussagepotential des Netzwerkes und werden statistisch, nämlich durch Korrelationen, zum Ausdruck gebracht.
Die Einheitswissenschaft wird, besonders von Neurath, zudem als kooperatives Forscherkollektiv definiert, das als Gelehrtenrepublik dynamisch kommuniziert und sich über die Annahme oder Ablehnung von Hypothesen verständigt. Wissenschaftliche Erkenntnisgenerierung wird demnach als soziale, intersubjektive Konsensbildung verstanden.
Auch die Protokollsätze unterliegen dieser Konsensbildung und bleiben hinterfragbar. Sie können somit nicht als gesicherte Erkenntnisgrundlage gelten. Weil dieses konzeptionelle Moment, das grundsätzlich das ganze wissenschaftliche System zur Diskussion stellt, vor allem von Neurath vertreten wurde, wird es Neurath-Prinzip genannt. (Die entsprechende Auseinandersetzung mit den übrigen Kreismitgliedern – insbesondere mit Moritz Schlick – über die Rolle der Protokollsätze wurde als Protokollsatzdebatte bezeichnet).
Die Konzeption der Einheitswissenschaft begründet sich demnach zum einen über die Anbindung der Fachdisziplinen an einheitliche methodologische Grundsätze, die einzig als erkenntnisgenerierend anerkannt werden. Darüber hinaus ergibt sich zusätzlich ein erkenntnistheoretischer Grund für ihre Konzeption: Getrennt voneinander agierende Fachwissenschaften können nicht das komplexe Bedingungsfeld abbilden, das weltliche Phänomene bestimmt. Deshalb sind sie nicht in der Lage, Phänomene in ihrer Gänze zu erklären. Soll dies allerdings ein Anspruch sein, ist die Verknüpfung vieler Theorien verschiedener Disziplinen in einer Einheitswissenschaft zwingend notwendig.

## Kritik und Niedergang des logischen Empirismus
Der logische Empirismus wurde vielfach kritisiert. Er hielt der Kritik nach heute dominierender Auffassung nicht stand. Im Ergebnis sprechen einige vom „Zusammenbruch“ des logischen Empirismus und von seiner „Auflösung“. Der logische Empirismus habe „heute kaum noch Anhänger“. Andere widersprechen dem nicht grundsätzlich, betonen aber, dass Elemente des logischen Empirismus weiterhin aktuell seien. Welche genau ist naturgemäß umstritten.
Ein fast geflügeltes Wort fiel 1967 von John Passmore (logischen Empirismus und logischen Positivismus als Synonyme behandelnd): „Logical positivism, then, is dead, or as dead as a philosophical movement ever becomes.“ („Der Positivismus ist so tot, wie eine philosophische Bewegung es überhaupt nur sein kann.“).
Zwei „Grundpfeiler“ des logischen Empirismus erwiesen sich als seine „Achillessehne“: der Reduktionismus und der Verifikationismus.
Diese hielten, so der heutige Konsens, letztlich der grundlegenden Kritik von Karl Popper und W. V. O. Quine nicht stand. Ob der logische Empirismus durch weitere Argumente widerlegt ist, wird im Zweifel kontrovers(er) gesehen.
Karl Popper stand in einem zwiespältigen Verhältnis zum logischen Empirismus und dem Wiener Kreis. Einerseits war er einer der schärfsten Kritiker des logischen Empirismus, andererseits sah er in seinem Umfeld auch Verbündete gegen irrationalistische Strömungen in der Philosophie. Popper kritisierte die Möglichkeit einer Verifikationsmethode als logisch widerlegt und setzte dem die Falsifikationsmethode entgegen. Nach Poppers Resumé in seiner berühmten Polemik Wider die großen Worte wurde diese Kritik von einigen Mitgliedern des Wiener Kreises später weitgehend akzeptiert.
W. V. O. Quine, ursprünglich ein Schüler Rudolf Carnaps, hat den logischen Empirismus von der Position eines radikalen Empirismus aus kritisiert. Quine kritisierte vor allem die (nicht nur) im logischen Empirismus vertretene Einteilung aller wahren Aussagen in synthetisch wahre und analytisch wahre Aussagen, die er als metaphysische Elemente betrachtete. Als Reaktion auf diesen Kritikpunkt wurden von Carnap die so genannten Bedeutungspostulate (meaning postulates) eingeführt. Ein weiterer Kritikpunkt von Quine ist die Auffassung, nach der empirische Aussagen einzeln überprüft werden können. Für ihn sind Theorie und Sprache unauflöslich miteinander verknüpft, bei einer Überprüfung steht somit immer ein ganzes Aussagensystem in Frage (‹Holistischer Naturalismus›).
In einer neueren Monographie beurteilt Adrian Brücker den logischen Empirismus zwar letztlich ebenfalls als unzulänglich, verteidigt ihn jedoch gegen zentrale Kritikpunkte der nachpositivistischen analytischen Philosophie. Sowohl die analytisch/synthetisch-Dichotomie als auch die Annahme der Notwendigkeit, sinnvolle Sätze auf eine Basis im phänomenalen Erleben zurückzuführen, seien in einer genau ausbuchstabierten Form sehr wohl angemessen.